# Jevgenija Frolkina
Jevgenija Eduardovna Frolkina (ryska: Евгения Эдуардовна Фролкина), född 28 juli 1997, är en rysk basketspelare. Hennes tvillingsyster, Olga, är också en olympisk basketspelare. 
Frolkina deltog vid olympiska sommarspelen 2020 och var en del av ryska olympiska kommitténs lag som tog silver i tremannabasket.